# Hymenocallis incaica
Hymenocallis incaica là một loài thực vật có hoa trong họ Amaryllidaceae. Loài này được Ravenna mô tả khoa học đầu tiên năm 1986.